# Douglas DC-3

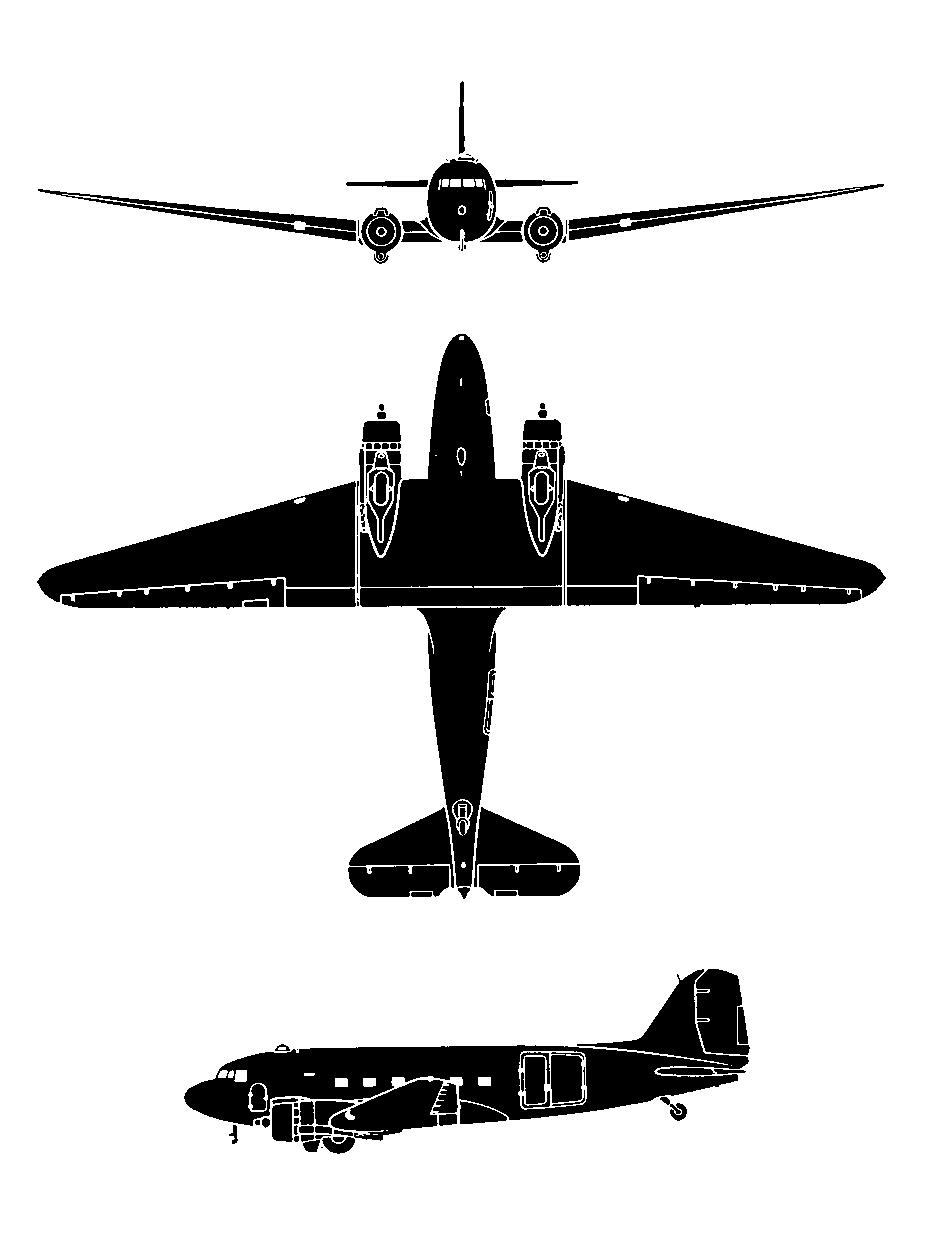
Profielschetsen Douglas DC-3

De DC-3 is een vliegtuig van de Amerikaanse vliegtuigfabriek Douglas Aircraft Company. Vanaf 1935 zijn er 10.655 exemplaren van gebouwd, plus 4.937 stuks in licentie. Het toestel wordt in de 21e eeuw zelfs nog voor commerciële vluchten ingezet. Daarnaast bezitten diverse vliegclubs een luchtwaardige DC-3.
De RAF noemde het toestel Dakota; de Amerikanen spraken van Gooney Bird. Bij de Amerikaanse strijdkrachten waren diverse typen in gebruik: C-47 (Skytrain), C-49, C-50, C-52, C-53 (Skytrooper), C-68, C-84, C-117; bij de Amerikaanse marine werd het toestel als R4D aangeduid.

## Geschiedenis
De DC-3 werd ontwikkeld uit de DC-2. In de Verenigde Staten bestond vraag naar een toestel waarin passagiers konden slapen, zodat transcontinentale vluchten mogelijk werden. Aanvankelijk was het toestel dan ook met slaapbanken uitgerust. Het werd toen DST genoemd (Douglas Sleeper Transport). Latere versies hebben echter normale stoelen; aanvankelijk 28 stuks, en later 35 stuks. Zij kregen de typeaanduiding DC-3.
De DC-3 maakte op 17 december 1935 zijn eerste vlucht. Het type werd tijdens en na de Tweede Wereldoorlog ingezet als passagiersvliegtuig, transportvliegtuig, sleepvliegtuig (onder meer voor de Horsa-zweefvliegtuigen die bij de Slag om Arnhem werden gebruikt) en voor troepentransport en gewondentransport.
Na de Tweede Wereldoorlog werd een deel van de militaire DC-3's aan burgerluchtvaartmaatschappijen verkocht. Zo speelde het toestel een belangrijke rol in de ontwikkeling van de burgerluchtvaart. Een deel van de militaire vloot bleef echter actief. Militaire DC-3's werden ingezet tijdens de luchtbrug naar Berlijn in 1948 en 1949. Ook tijdens de Vietnamoorlog werden nog DC-3's gebruikt. Naast hun gebruikelijke taken kregen sommige DC-3's een rol als gunship. De bewapening werd daartoe opgevoerd. Deze toestellen kregen de typeaanduiding AC-47.

## Nederland
In Nederland werd de eerste DC-3 in 1936 aan de KLM afgeleverd. Het toestel kreeg de naam Ibis (PH-ALI); de KLM vernoemde destijds haar vliegtuigen naar vogels, waarvan de eerste letter als laatste in de registratie stond. In totaal kocht de KLM voor de oorlog 23 toestellen van dit type. De DC-3 maakte het mogelijk de frequentie op de lijn naar Nederlands-Indië van twee- naar driemaal per week op te voeren.

### Tweede Wererldoorlog
Een aantal DC-3's werd gedurende de Duitse aanval op Nederland van 10 mei 1940 bij bombardementen op Luchthaven Schiphol vernietigd. Vijf behouden gebleven DC-3's van de KLM werden door de Duitse Luftwaffe gevorderd. 
Een aantal DC-3's, en een DC-2, bevond zich tijdens de inval buiten Nederland (waaronder de Ibis). Vier DC-3's en de DC-2 werden door de KLM meteen al naar Engeland gedirigeerd. Een vijfde DC-3 (de PH-ARZ Zilverreiger) vertrok op 13 mei nog vanaf Schiphol met Parmentier naar Engeland. Deze vliegtuigen zijn vervolgens door de Britse nationale luchtvaartmaatschappij BOAC van de KLM gecharterd, inclusief de Nederlandse bemanningen. Met deze 'Engelse KLM vloot' werd tot het einde van de oorlog in 1945 een geregelde civiele passagiersdienst tussen Bristol en het neutrale Lissabon uitgevoerd.
Op deze lijndienst werd de DC-3 Ibis (PH-ALI) boven de Golf van Biskaje binnen zeven maanden driemaal door Duitse jachtvliegtuigen aangevallen. Na de laatste aanval op 1 juni 1943 stortte de Ibis in zee waarbij alle inzittenden, dertien passagiers en vier Nederlandse KLM-bemanningsleden, omkwamen. Dit betrof de BOAC-vlucht 777.
Een aantal andere KLM DC-3's was in Napels gestationeerd. Sinds het uitbreken van de oorlog in 1939 was dit het beginpunt van de Indië-lijn. Deze toestellen werden overgedragen aan de Koninklijke Nederlandsch-Indische Luchtvaart Maatschappij (KNILM) en bleven tot en met februari 1942 tweemaal per week een dienst onderhouden tussen Lyda in Palestina en Batavia. Tijdens het oprukken van het Japanse leger in februari en maart 1942 voerden deze toestellen evacuatievluchten uit van Java naar Australië. Het deel van de vloot dat aan de Japanners ontkwam werd gevorderd door het Amerikaanse leger. Een van deze toestellen, de voormalige PH-ALW Wielewaal, bestaat nog steeds. Dit toestel ging deel uitmaken van de collectie van het Queensland Air Museum in Australië.

### Na de Tweede Wererldoorlog
Na de Tweede Wereldoorlog werd bij de KLM en veel andere maatschappijen de rol van het type op de intercontinentale lijnen overgenomen door onder meer de Douglas DC-4 en de Lockheed Constellation. De DC-3 bleef echter nog tot in de jaren 1960 in gebruik op Europese routes.
In 1974 speelde een DC-3 een belangrijke rol in de speelfilm Dakota.

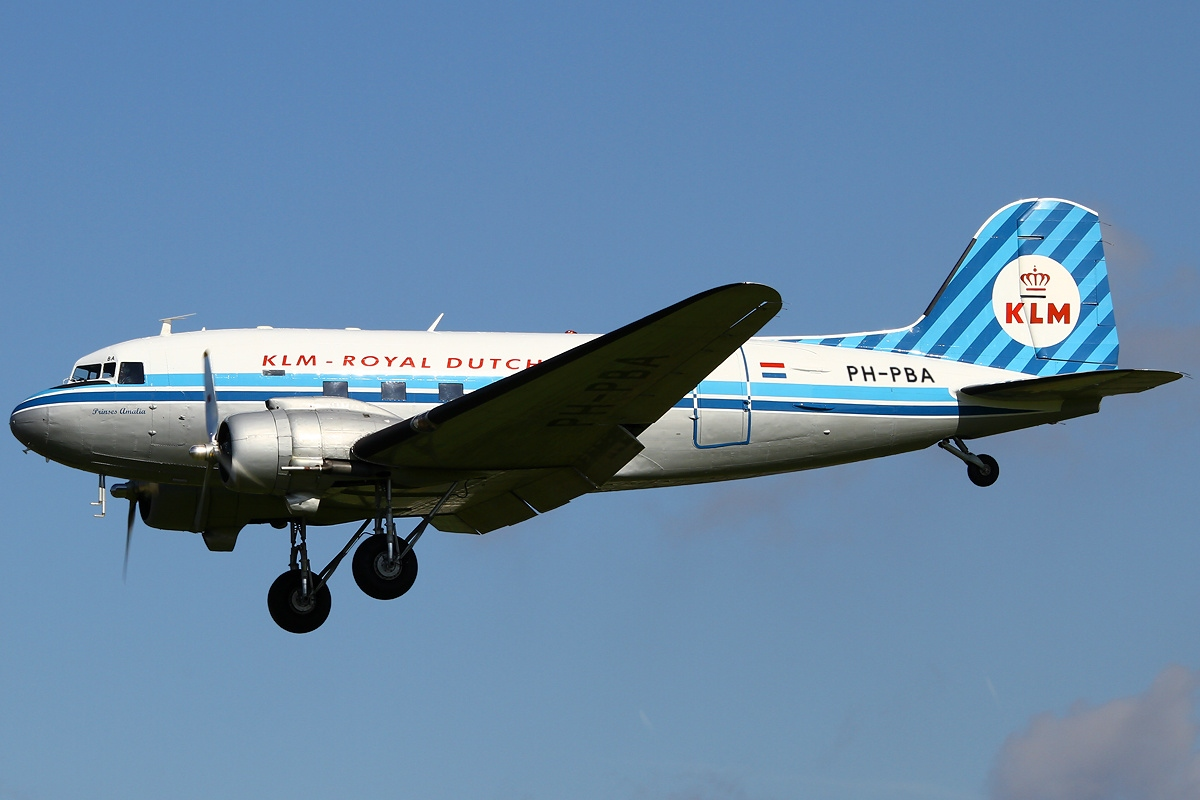
De C-47 (DC-3) van de DDA, registratie "PH-PBA", Prinses Amalia

### Dutch Dakota Association
De Dutch Dakota Association (DDA) vloog van 1984 - 2024 met verschillende DC-3's en voerde hiermee voor donateurs en anderen vluchten uit. Tijdens zo'n vlucht met het eerste toestel van de DDA, de PH-DDA, vond op 25 september 1996 boven de Waddenzee een ernstig ongeluk plaats, waarbij alle 32 inzittenden omkwamen. Deze vliegramp, die bekendstaat als de Dakotaramp, leidde tot het aanscherpen van de Nederlandse regels voor het vliegen met historische toestellen. De PH-PBA, de laatste DC-3 waarmee de DDA vluchten heeft uitgevoerd, is nu te zien bij Luchtvaartmuseum Aviodrome.

## Li-2 en Showa L2D
Van 1938 tot 1952 werden DC-3's in de Sovjet-Unie in licentie gebouwd onder de typeaanduiding Li-2 (Ли-2). Dit type was uitgerust met М-62ИР-motoren, die 1000 pk leverden, en met verkorte vleugels (spanwijdte 28,81 meter, in plaats van 29,98 meter). De Li-2 had met maximaal 322 km/h een lagere topsnelheid, maar doordat de motoren zuiniger waren lag het maximum vliegbereik op 2.600 km, tegen 2.160 bij de DC-3. In totaal werden 4.937 stuks gebouwd, in allerlei varianten waaronder militaire versies. 
De laatste vliegwaardige Lisunov Li-2 in Rusland, een in licentie gebouwde DC-3, stortte zaterdagavond 26 juni 2004 neer nabij Moskou.
In Japan en Mantsjoerije werd de DC-3 door Mitsui in licentie gebouwd onder de typeaanduiding Showa L2D. Het werd gebruikt voor troepentransport. De licentieovereenkomst met Douglas werd in februari 1938 getekend. Aan het einde van de oorlog waren er bijna 500 gebouwd.

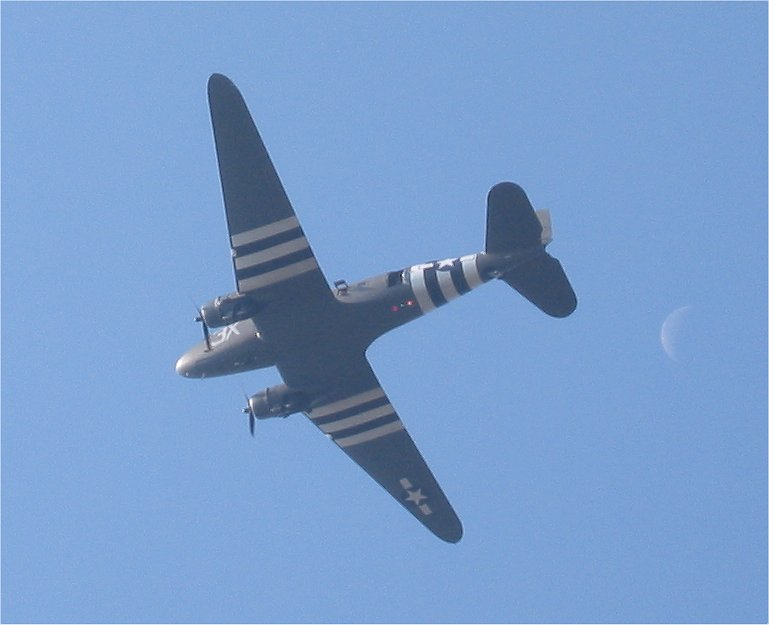
Dakota tijdens dropping op Ginkelse heide op 16 september 2006 ter herdenking van de Slag om Arnhem

## Overige technische gegevens
| Aandrijving  | Twee Pratt & Whitney R-1830 Twin Wasp 14 cilinder-dubbelestermotoren van 1.200 pk of twee Wright Cyclone SGR-1820 9 cilinder-stermotoren van 1.000 pk (deze laatste motoren werden o.a. in de vooroorlogse DC-3's van de KLM gebruikt) |
| Topsnelheid  | 370 km/u op 2.680 m hoogte |
| Bemanning    | drie of vier koppen (o.a. KLM en BOAC: twee piloten, een BWK en een telegrafist) |
| Vliegplafond | 7.100 m |

## Galerij

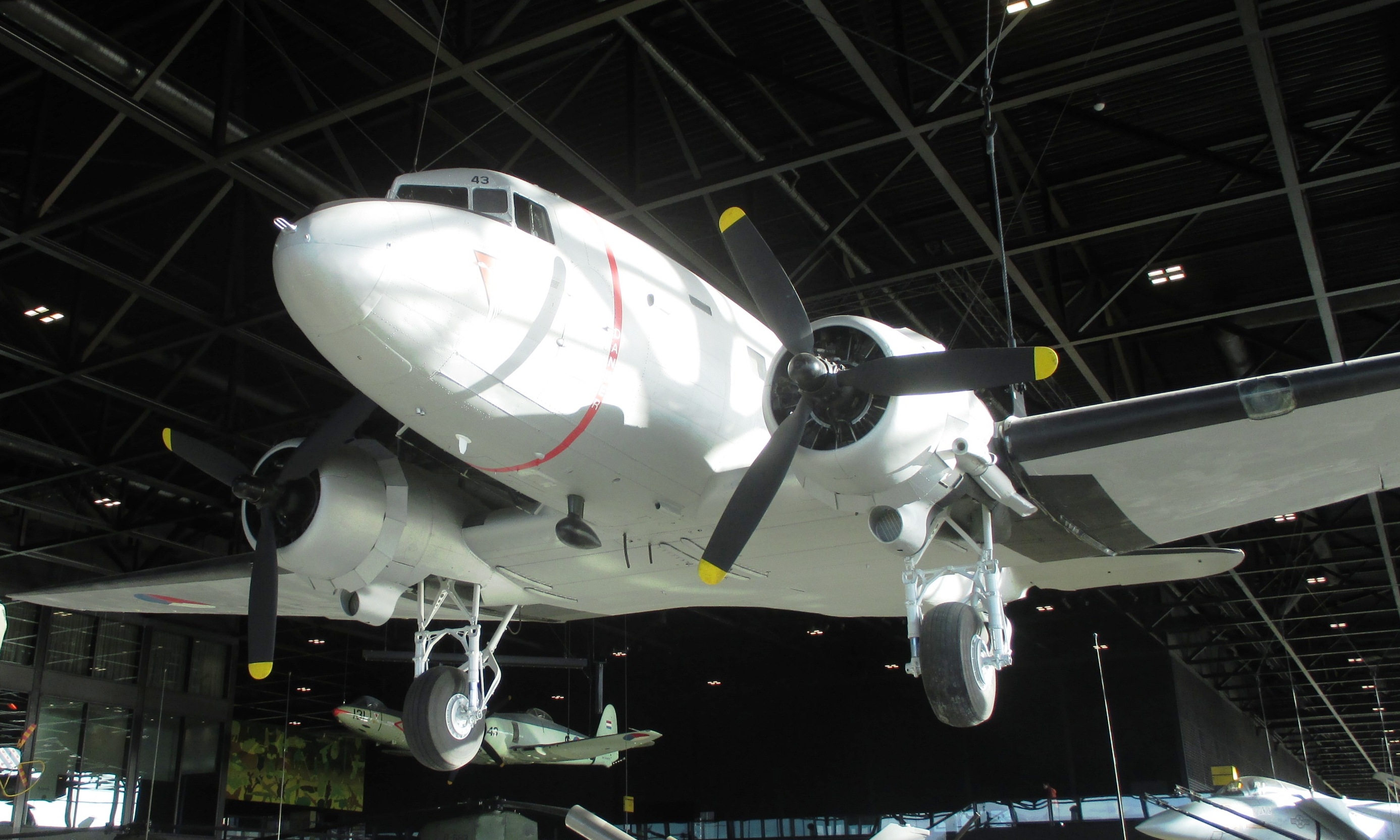
Douglas C-47 'Dakota', Nationaal Militair Museum, Soesterberg
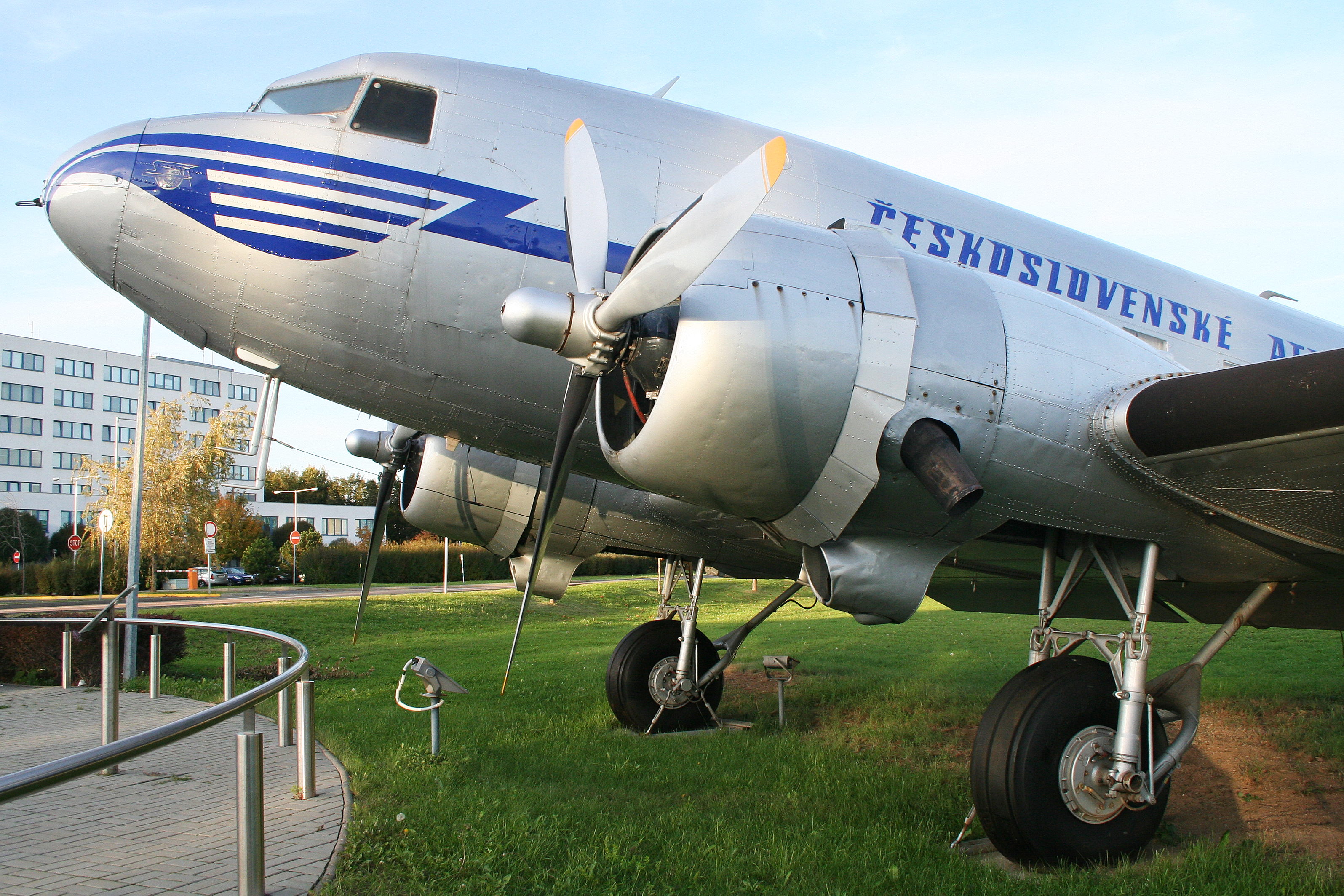
DC-3 nabij de Praagse luchthaven
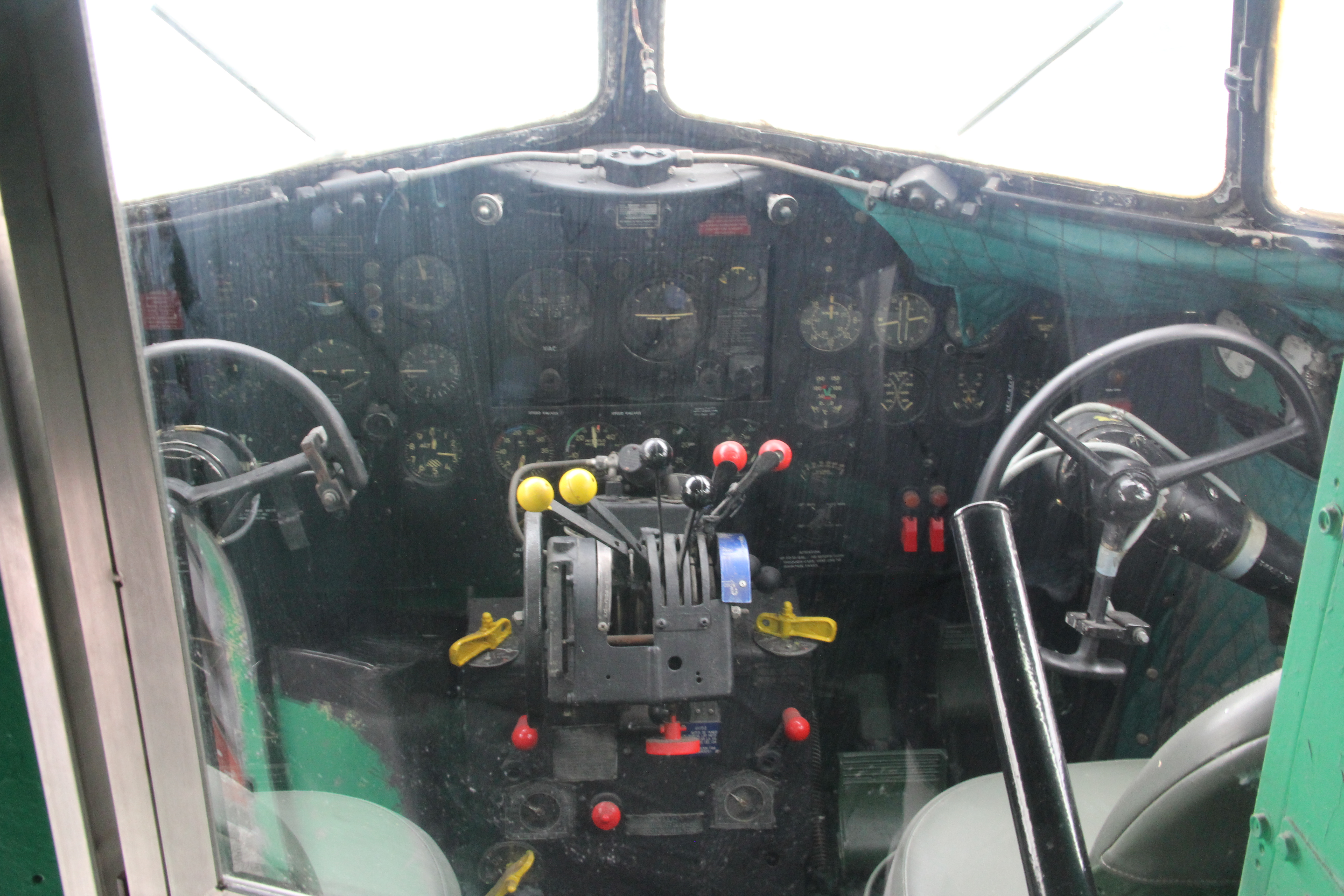
Cockpit van een DC-3